# Myiarchus cephalotes
El copetón montañero (Myiarchus cephalotes), también denominado atrapamoscas montañero (en Colombia), atrapamoscas montañero juí (en Venezuela), copetón filipálido (en Ecuador), copetón de filos pálidos (en Perú) o atrapamoscas de dorsos pálidos, es una especie de ave paseriforme de la familia Tyrannidae perteneciente al numeroso género Myiarchus. Es nativo de regiones andinas y montañosas del norte y oeste de América del Sur.

## Distribución y hábitat
Se distribuye en la cordillera de la Costa del norte de Venezuela, y a lo largo de la cordillera de los Andes desde el oeste de Venezuela, por Colombia, este de Ecuador, este de Perú, hasta el centro de Bolivia.
Esta especie es considerada poco común en sus hábitats naturales: el dosel y los bordes de bosques montanos y claros adyacentes, mayormente en altitudes entre 1100 y 2400 m.

## Sistemática

### Descripción original
La especie M. cephalotes fue descrita por primera vez por el ornitólogo polaco Władysław Taczanowski en 1880 bajo el mismo nombre científico; su localidad tipo es: «Paltaypampa y Ropaybamba, centro de Perú, y Tambillo, norte de Perú».

### Etimología
El nombre genérico masculino «Myiarchus» se compone de las palabras del griego «μυια muia, μυιας muias» que significa ‘mosca’, y «αρχος arkhos» que significa ‘jefe’; y el nombre de la especie «cephalotes», se compone de las palabras del griego «kephalē» que significa ‘cabeza’, y «otēs» que significa ‘que pertencece a’.

### Taxonomía
Las relaciones de la presente especie dentro del género no son claras, tal vez sea hermana de Myiarchus ferox y Myiarchus phaeocephalus. Las formas descritas M. cephalotes caucae J.T. Zimmer, 1938 y M. cephalotes gularis J.T. Zimmer, 1938 são sinónimos de la nominal.

### Subespecies
Según las clasificaciones del Congreso Ornitológico Internacional (IOC) y Clements Checklist/eBird se reconocen dos subespecies, con su correspondiente distribución geográfica:
- Myiarchus cephalotes caribbaeus Hellmayr, 1925 – norte y oeste de Venezuela (cordillera de la Costa en Aragua y Distrito Federal, montañas de Sucre y norte de Monagas, Andes de Lara y Trujillo).
- Myiarchus cephalotes cephalotes Taczanowski, 1880 – Andes de Colombia, este de Ecuador, Perú y Bolivia (yungas hasta el oeste de Santa Cruz).